# Тибодо (Луизиана)
Тибодо (англ. Thibodaux) —  город и административный центр прихода Лафурш в штате Луизиана в Соединённых Штатах Америки.
Согласно проведённой в 2020 году переписи населения США, население города составляло 15 948 человек; это девятнадцатый город штата по числу жителей.
Тибодо иногда называют «Королевским городом Лафурш». В городе находится Университет Николлса.

## История
Первыми задокументированными коренными жителями этой области в доколумбову эпоху были чаваши, небольшое индейское племя, родственное читимача из верхней части Байю-Лафурш. Первые поселенцы европейского происхождения прибыли в эту область в XVIII веке, когда Луизиана была испанской провинцией. Они состояли из французских граждан и французских и немецких креолов, родившихся в Луизиане, за которыми вскоре последовали испанские и французские акадийские иммигранты. Колонисты постепенно начали импортировать африканцев в качестве рабов для работы и развития плантаций риса и сахарного тростника.
Соединенные Штаты приобрели Луизиану у Франции в 1803 году в рамках Луизианской покупки, после того как Наполеон, тогдашний Первый консул, решил продать североамериканские владения Франции из-за неспособности восстановить контроль над Сан-Доминго (который позднее стал Республикой Гаити) и надвигающейся угрозы войны с Великобританией. Нынешний штат Луизиана стал территорией США Орлеан, и в 1805 году территориальный законодательный орган создал десять округов, среди которых округ Лафурш (позднее приход). Затем в этом районе начали селиться и колонисты из других штатов.
В 1948 году в Тибодо был открыт Университет Николлса, названный в честь Фрэнсиса Реддинга Тиллоу Николлса, бывшего губернатора Луизианы.

## География
Город Тибодо расположен вдоль берегов Байю-Лафурш в северо-западной части прихода Лафурш.
По данным Бюро переписи населения США, общая площадь города составляет 5,47 квадратных миль (14,2 км2), вся площадь — суша.